# アレクサンドル・シェシュコフ
アレクサンドル・シェシュコフ（ロシア語: Александр Сергеевич Шешуков, ラテン文字転写: Aleksandr Sheshukov、1983年4月15日 - ）は、ロシア・オムスク出身の元サッカー選手。現役時代のポジションはDF、MF。
元サッカーロシア代表。

## 来歴
2000年にFCスパルタク・タンボフでプロデビュー。同期はドミトリ・シチェフ、ユーリ・ジルコフで、シチェフとは同年齢で同じオムスク出身である。2002年にFCスパルタク・モスクワへ移籍するも出場機会をほとんど得られなかった。FCルチ・エネルギア・ウラジオストク、FCモスクワでは中心選手として活躍した。2010年、FCモスクワが財政難で消滅したため、スパルタク・モスクワへ復帰。スパルタク・モスクワ復帰後はレギュラーを確保し、2011年6月にはA代表初招集が実現した。

## 所属クラブ
- FCスパルタク・タンボフ 2000
  - →  FCスパルタク・オレホヴォ (loan) 2001
- FCスパルタク・モスクワ 2002-2003
  - →  FCソコル・サラトフ (loan) 2004
- FCルチ・エネルギア・ウラジオストク 2005-2008
- FCモスクワ 2008-2010
- FCスパルタク・モスクワ 2010-2012
- FCロストフ 2012-2014
- FCロコモティフ・モスクワ 2014-2016
- FCアルセナル・トゥーラ 2016
- FCバルチカ・カリーニングラード 2017-2018
- FCズナーミャ・ノギンスク 2019-2021